# Trox hispanicus
Trox hispanicus är en skalbaggsart som beskrevs av Edgar von Harold 1872. Trox hispanicus ingår i släktet Trox och familjen knotbaggar. Inga underarter finns listade i Catalogue of Life.